# Indonéská hokejová reprezentace
Indonéská hokejová reprezentace je národní hokejové mužstvo Indonésie. Hokejová federace sdružuje 155 registrovaných hráčů (z toho 100 seniorů), majících k dispozici 3 haly s umělou ledovou plochou. Indonésie je členem Mezinárodní federace ledního hokeje od 20. května 2016. První zápasy odehrála na Asijských zimních hrách 2017, kde prohrála všechna čtyři utkání s Íránem 3:10, Macau 2:6, Malajsií 2:13 a Turkmenistánem 2:12. V roce 2023 se poprvé účastnili turnaje IIHF, a to 4. divize Mistrovství světa, kde po 3 prohrách skončila poslední.

## Mistrovství světa v ledním hokeji
| MS        | Úroveň    | Místo turnaje | Umístění | Celkově   |
| --------- | --------- | ------------- | -------- | --------- |
| MS – 2023 | Divize IV | Ulánbátar     | 4. místo | 55. místo |
| MS – 2024 | Divize IV | Kuvajt        | 3. místo | 55. místo |
| MS – 2025 | Divize IV | Jerevan       | 4. místo | 56. místo |